# Žolíky

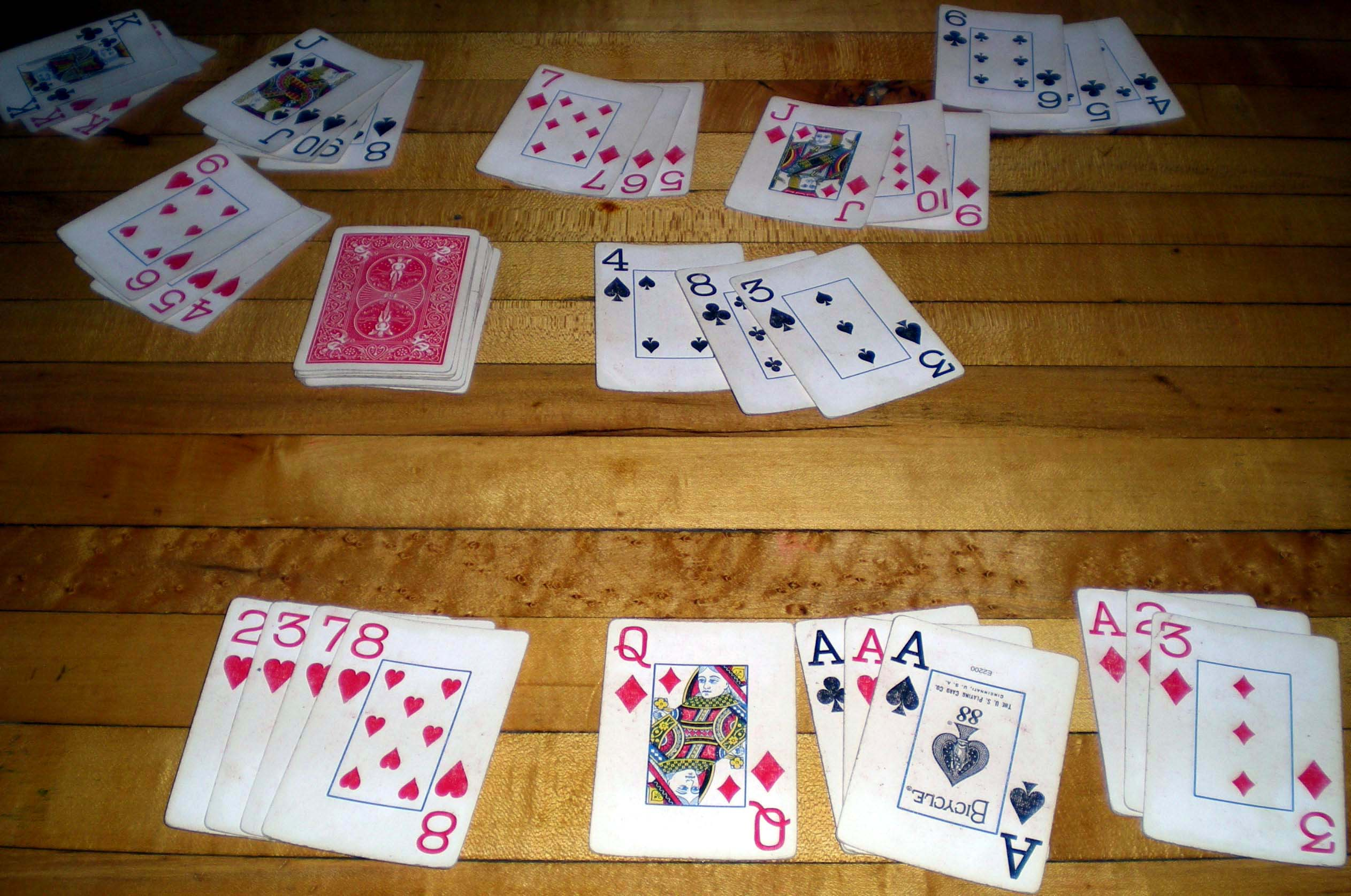
Trojice (tři karty stejné hodnoty, ale jiné barvy) i postupky, samotnou kartou vpředu hru uzavřu

Žolíky je název karetní hry, rozšířené mezi střední a starší generací i v Česku a na Slovensku. Hraje se s žolíkovými kartami a je velmi podobná hře Rummy, trochu i hře Autobus. Hrát ji může od dvou do šesti hráčů.

## Pravidla
Používají se karty známé jako žolíkové, tedy 2× francouzské o 52 kartách plus 4 žolíci, celkem tedy 108 hracích karet. Před hrou je třeba se domluvit na níže uvedených variantách v počtu a hodnotě karet.
Hra se zahajuje snímáním 3 karet zadákem (hráč po pravici rozdávajícího). Pokud sejme žolíka, nechá si jej do hry a dostane o to méně karet při rozdání. První sejmutá karta se viditelně umístí pod talon a může se použít buď jako poslední karta na uzavření kola, má-li hráč na tzv. zavření z ruky, anebo tuto kartu může použít jako chybějící, která se mu hodí, aby „zavřel z ruky“. 
Mezi hráče se rozdá po 15 kartách (při dvou hráčích), po 14 (při třech hráčích), nebo po 13 kartách (při čtyřech hráčích), jen předákovi (první hráč po levici rozdávajícího) se dá o jednu kartu navíc. Zbytek karet je v talónu. Předák zahájí hru vyložením své patnácté karty. Vykládat a zavírat se může až po ukončeném po třetím kole. Každý hráč si bere jednu kartu z talonu a jednu nehodící odhazuje averzem vzhůru do společného odkládacího balíčku. Tuto kartu, pokud se jemu hodí, si může následující hráč vzít pod podmínkou, že vyloží 51 / 42 bodů. Vykládat lze postupky, trojice či čtveřice, přičemž je nutné napoprvé dosáhnout 51 / 42 bodů a jedné čisté postupky (3 po sobě jdoucí karty stejné barvy bez žolíka).  
Do ostatních sestav je možné místo chybějící karty vložit žolíka. Pokud už mají hráči vyloženo, mohou karty z ruky přikládat k jakékoliv sestavě karet na hrací ploše, i těm vyloženým jinými hráči. Pokud doloží do postupky s žolíkem kartu, kterou žolík nahrazuje, smí ji jej ponechat a dále ihned použít, do trojic s žolíkem se musí doložit karty všech barev, např. QQQQ, aby dokládající hráč si mohl žolíka ponechat a dále ihned použít. Stejně jako u podobné hry Autobus/Amerika lze vyložené sestavy karet roztrhat a vytvořit nové, mohou nejen přikládat. 
Pokud hra pokračuje, i když už karty v talonu dojdou, pak se odkládací balíček otočí a stává se novým talonem. Hra končí, pokud některý hráč vyloží své karty a poslední zbylou hru uzavírá odložením reversem nahoru na odkládací balíček. Pokud hráč ukončí hru a ušetří, nevyloží žolíky, může si jej ponechat (povolená herní varianta) do další hry.

## Hodnota karet
K prvnímu vyložení je třeba mít 42 či 51 bodů. Hodnoty karet: A - K - Q - J je za 10 bodů, karty 2–10 ve výši za 2–10 bodů, žolík je za 50 bodů, ale 50 bodů má až po zavření, kdy někomu zůstane v ruce.